# Blue Seed
Blue Seed (碧奇魂ブルーシード?, Aokushimitama Blue Seed) è un manga scritto e disegnato da Yuzo Takada. La trama si ispira sul ciclo mitologico giapponese di Izumo e il personaggio principale, Momiji Fujimiya, è un discendente della mitica principessa Kushinada (奇稲田姫?, Kushinada-hime).
Nel 1994 lo studio di animazione Ashi Productions ha prodotto un adattamento anime in 26 episodi, trasmesso sul network TV Tokyo dal 5 ottobre 1994. In seguito è stato prodotto tra il 1996 e il 1998 un OAV in tre episodi.

## Trama
Tanti millenni fa la mitologica principessa Kushinada, per salvare la Terra, stava per essere sacrificata a Yamata-no-Orochi, il terribile mostro con otto teste, ma venne salvata dal semidio Susano-ho che uccise il mostro con la sua potente spada.
Oggi i discendenti del mostro Orochi si sono evoluti in parassiti che possono impadronirsi di qualunque essere sulla Terra, ma fortunatamente esiste il TAC (Terrestrial Administration Crew), antica organizzazione nata per combattere questi mostri e proteggere le discendenti della principessa Kushinada.
La storia ha per protagonista Momiji, apparentemente normale studentessa sedicenne, che un giorno scopre di essere una delle discendenti di Kushinada, destinata ad essere sacrificata per salvare l'umanità. Momiji, per salvarsi dall'ineluttabile destino, entra a far parte del TAC e lì comincia a comprendere la portata dei suoi poteri.

## Colonna sonora
Sigla di apertura
- Carnival Babel cantata da Takada Band

Sigla di chiusura
- Touch and Go!! cantata da Megumi Hayashibara (ep. 1-25)
- Life cantata da Megumi Hayashibara (ep. 26)

## Episodi
| Nº | Giapponese 「Kanji」 - Rōmaji                                                             | In onda          | In onda |
| Nº | Giapponese 「Kanji」 - Rōmaji                                                             | Giapponese       |         |
| 1  | 「奇稲田姫様」 - Ki ineda himesama                                                        | 5 ottobre 1994   |         |
| 2  | 「謎です!酷です! 私の運命!!」 - Nazo desu! koku desu! watashi no unmei!!                  | 12 ottobre 1994  |         |
| 3  | 「春です!首都です! 頑張らなくちゃ!!」 - Haru desu! shuto desu! ganbara nakucha!!          | 19 ottobre 1994  |         |
| 4  | 「どーして?サイアク! 私は大凶?!」 - Do shite? saiaku! watashi ha daikyō?!                 | 26 ottobre 1994  |         |
| 5  | 「オドロキ!松の木! 科学なママです!!」 - Odoroki! matsu no ki! kagaku na mama desu!!       | 2 novembre 1994  |         |
| 6  | 「フクザツ!難解! 男はつらいね?!」 - Fukuzatsu! nankai! otoko hatsuraine?!                 | 9 novembre 1994  |         |
| 7  | 「燃えます!やります! 奇稲田だもん!!」 - Moe masu! yarimasu! ki ineda damon!!              | 16 novembre 1994 |         |
| 8  | 「何なの!変なの(ハート) ライバル登場?!」 - Nani nano! henna no (hato) raibaru tōjō?!      | 23 novembre 1994 |         |
| 9  | 「マジなの?!夢なの?! ドキドキデート」 - Maji nano?! yume nano?! dokidokideto              | 30 novembre 1994 |         |
| 10 | 「純です!愛です! ファーストキッス?!」 - Jun desu! mede su! fasutokissu?!                  | 7 dicembre 1994  |         |
| 11 | 「ヤキモキ!ヤキモチ?! アンビリーバボー!!」 - Yakimoki! yakimochi?! anbiribabo!!           | 14 dicembre 1994 |         |
| 12 | 「感じる?!気になる! 破局の予感!!」 - Kanji ru?! kini naru! hakyoku no yokan!!             | 21 dicembre 1994 |         |
| 13 | 「好きです!究極! 告白タイム?!」 - Suki desu! kyūkyoku! kokuhaku taimu?!                   | 28 dicembre 1994 |         |
| 14 | 「追います!大和路! 恋の乱れ撃ち!!」 - Oi masu! yamato michi! koi no midare uchi!!         | 4 gennaio 1995   |         |
| 15 | 「戸惑い ゆらめき みちのく紀行」 - Tomadoi yurameki michinoku kikō                        | 11 gennaio 1995  |         |
| 16 | 「日本(やまと)よ まほろば 嘆きの若狭」 - Nippon (yamato) yo mahoroba nageki no wakasa     | 18 gennaio 1995  |         |
| 17 | 「咲かせて! 日本(にっぽん)! 片恋吹雪!!」 - Saka sete! nippon (nippon)! hen koi fubuki!!   | 25 gennaio 1995  |         |
| 18 | 「ジーザス!!ガッデム!! 桜は未熟!?」 - Jizasu!! gaddemu!! sakura ha mijuku!?               | 1º febbraio 1995 |         |
| 19 | 「陽炎 旅立ち 愛、離れない!」 - Kagerō tabidachi ai, hanare nai!                          | 8 febbraio 1995  |         |
| 20 | 「ただいま! 出雲(ふるさと)! 希望の序章!!」 - Tadaima! izumo (furusato)! kibō no joshō!!   | 15 febbraio 1995 |         |
| 21 | 「さよなら? いやです! 涙のわかれ?!」 - Sayonara? iyadesu! namida nowakare?!               | 22 febbraio 1995 |         |
| 22 | 「悲しみ 運命 奇稲田(くしなだ)紅葉」 - Kanashimi unmei ki ineda (kushinada) kōyō          | 1º marzo 1995    |         |
| 23 | 「再会 出発(たびだち) 私負けないっ!」 - Saikai shuppatsu (tabidachi) watashi make naitsu! | 8 marzo 1995     |         |
| 24 | 「沈む陽(ひ) 迫る日 それぞれの時」 - Shizumu yō (hi) semaru nichi sorezoreno toki         | 15 marzo 1995    |         |
| 25 | 「賭けます!決めます! 私の運命!!」 - Kake masu! kime masu! watashi no unmei!!              | 22 marzo 1995    |         |
| 26 | 「新魂(あらたま)」 - Shin tamashii (aratama)                                              | 29 marzo 1995    |         |